# José Sánchez Villamarín
José Sánchez-Villamarín Pereira, conegut com a Niram-Alliv, mort a Santiago de Compostel·la el 3 de novembre de 1892, al número 30 de la Rúa das Orfas, fou un pedagog, escriptor i polític gallec.

## Trajectòria
Llicenciat en dret en 1839, fou progressista i després republicà. Durant els seus primers anys en la política, fou regidor algunes vegades a l'ajuntament de Santiago (1846, 1847, 1865) i alcalde de Teo (1852-1854). Allí era propietari d'una de les moltes adoberies (fàbrica d'adobaments) de la comarca compostel·lana, ubicada en la localitat de Galanas, que arrendà a Domingo Eleicegui Dainciart entre 1857 i 1859.
Com a soci de la Reial Societat Econòmica d'Amics del País de Santiago (de la que en fou vicepresident en 1861), el 25 de febrer de 1860 fou elegit com un dels sis membres de la comissió mixta anomenada "Junta Encargada del Proyecto de Vía Férrea de Santiago a la Ría de Padrón", la primera experiència de construcció d'un ferrocarril a Galícia. Durant la seva carrera política, impulsà el desenvolupament del projecte, que culminaria anys després.
Fou un dels representants més importants del federalisme regionalista dels anys de la Primera República, assolint l'alcaldia de Santiago de Compostel·la el 19 de maig de 1873, després de la seva elecció com a regidor del Partit Republicà a les primeres eleccions municipals republicanes del 19 d'abril. Durant el seu mandat es va inaugurar la primera línia de ferrocarril a Galícia, el 15 d'agost de 1873, entre Carril i el barri de Cornes. El seu projecte d'"Hacienda cantonal" propugnava la descentralització de l'Estat.
Després del cop d'estat del general Manuel Pavía el 3 de gener de 1874, va prendre el control de l'ajuntament de Santiago l'autoritat militar, que nomenà un nou consistori encapçalat per Andrés Tomás Bouza de Figueroa. Pocs anys després, la nit de l'11 de desembre de 1881, fou elegit 1r president del refundat Partit Republicà Progressista de Santiago, que oferí la presidència honorària a Manuel Ruiz Zorrilla i a Nicolás Salmerón.
Pels voltants de 1870 es va iniciar en la maçoneria, dins de la lògia "Luz Compostelana nº 13". A aquesta lògia hi pertangueren Marcial Moure, Fortunato Rodríguez Arizmendi i Pablo González Munín, membres de la Junta de Govern Republicana de Santiago i aquest últim formà part del seu consistori com a 5è tinent d'alcalde. El seu nom simbòlic fou "Viriato 1º", encara que no sembla que destaqués especialment. També estava interessat en l'espiritisme, arribant a crear l'Editorial Niram-Alliv, anagrama del seu nom (com era costum entre molts maçons) que emprà com a pseudònim en algunes de les seves obres. Una d'elles, "Aldrete ó los espiritistas españoles del siglo XVII" (1878), fou revisada pels censors de l'arquebisbe Payá i condemnada el 29 de juliol. Aquesta primera edició va ternir una distribució limitada per la retirada de gairebé tots els exemplars a la venda, i avui és difícil de trobar. Tres anys després, la barcelonesa Tipografía de Leodegario Obradors reedità una dins la seva col·lecció "Biblioteca de Obras Raras y Curiosas. Libros de Magia y Ciencias Ocultas". L'obra fou profundament combatuda des dels cercles catòlics, mereixent el menyspreu d'autors com Gumersindo Laverde Ruiz, que arribà a qualificar Sánchez-Villamarín d'"advocat guillat de Santiago". L'Editorial Niram-Alliv, seguí publicant altres obres de Sánchez-Villamarín, com "La Biblia. Estudios de concordancia" (1881), on proposa trobar concordàncies entre el cristianisme i l'Espiritisme.
Interessat en els temes agraris, en 1880 guanyà amb "La Memoria sobre agricultura" el 1r premi del Concurs Científic de l'Exposició Regional de Pontevedra. Poc temps abans, participà en l'Exposició Regional de 1877 de Lugo amb un "plano para un establecimiento de piscicultura artificial".

## Obres
- Indústria fabril: tenerías, na Revista Económica de la Real Sociedad Económica de Amigos del País de Santiago, primeira época, ano I, nº 12, pp.178-179 (1860).
- Memoria leída en el Círculo Magnetológico Espiritista acerca del tema puesto a discusión sobre la necesidad de la reencarnación, editado polo Establecimiento Tipográfico de Julián Peña, Madrid, 1870.
- Presupuesto de la República Federal Cantón o Región de Galicia, Santiago de Compostela, 1873.
- Aldrete ó los espiritistas españoles del siglo XVII, Editorial Niram-Alliv, Santiago de Compostela, 1878. Foi impresa nos talleres de El Diario de Santiago.
- La Memoria sobre agricultura, Editorial Niram-Alliv, Santiago de Compostela, 1880.
- La Biblia. Estudios de concordancia, Editorial Niram-Alliv, Santiago de Compostela, 1881.[14]